# Canavais
Pour les articles homonymes, voir Canavese.
Le Canavais (en piémontais : Canavèis, en italien : Canavese) est une région historique et géographique  située dans le nord de la région du Piémont, dans la province de Turin, au nord-est de la ville de Turin au débouché de la Vallée d'Aoste.
Le Canavais tire son nom de la ville de Cuorgnè, l’antique Canava située sur la rivière de montagne Orco. Les habitants de cette région sont nommés ij canavzan (terme piémontais).
Le Canavais s'étend entre l'Amphithéâtre morainique d'Ivrée, le Pô, la Stura di Lanzo et les Alpes grées, c'est-à-dire le territoire compris entre Turin et la Vallée d'Aoste.
L’agglomération principale du Canavais est Ivrée, qui est considérée comme sa capitale historique et ses centres les plus importants sont les villes de Chivasso et de Rivarolo Canavese.

## Culture

### Le mont sacré de Belmonte
Le Mont Sacré de Belmonte est un calvaire édifié au-dessus des communes de Valperga et Cuorgnè (Canavais). Sa construction remonte au début du XVIIIe siècle. Il a été inscrit le 3 juillet 2003, avec huit autres calvaires du Piémont et de la Lombardie, sur la Liste du patrimoine mondial au titre des biens culturels par l’Unesco.

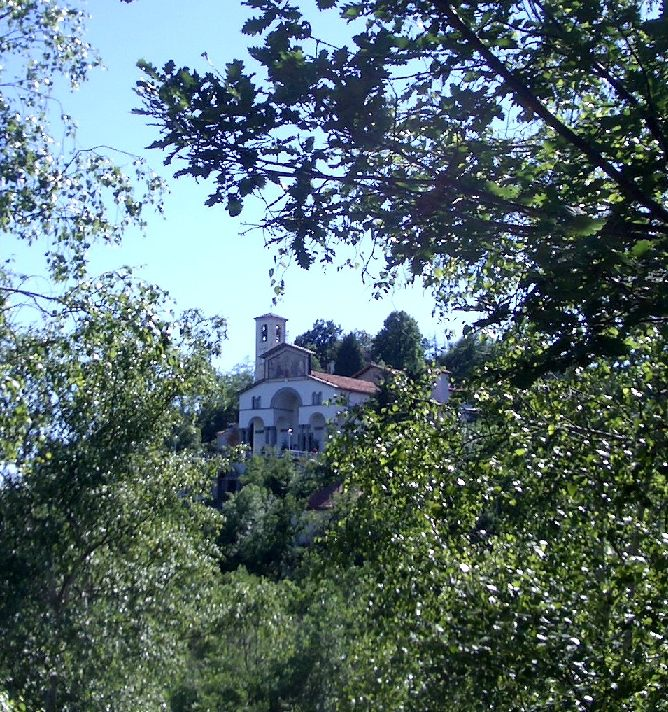
Mont Sacré de Belmonte Sanctuaire.
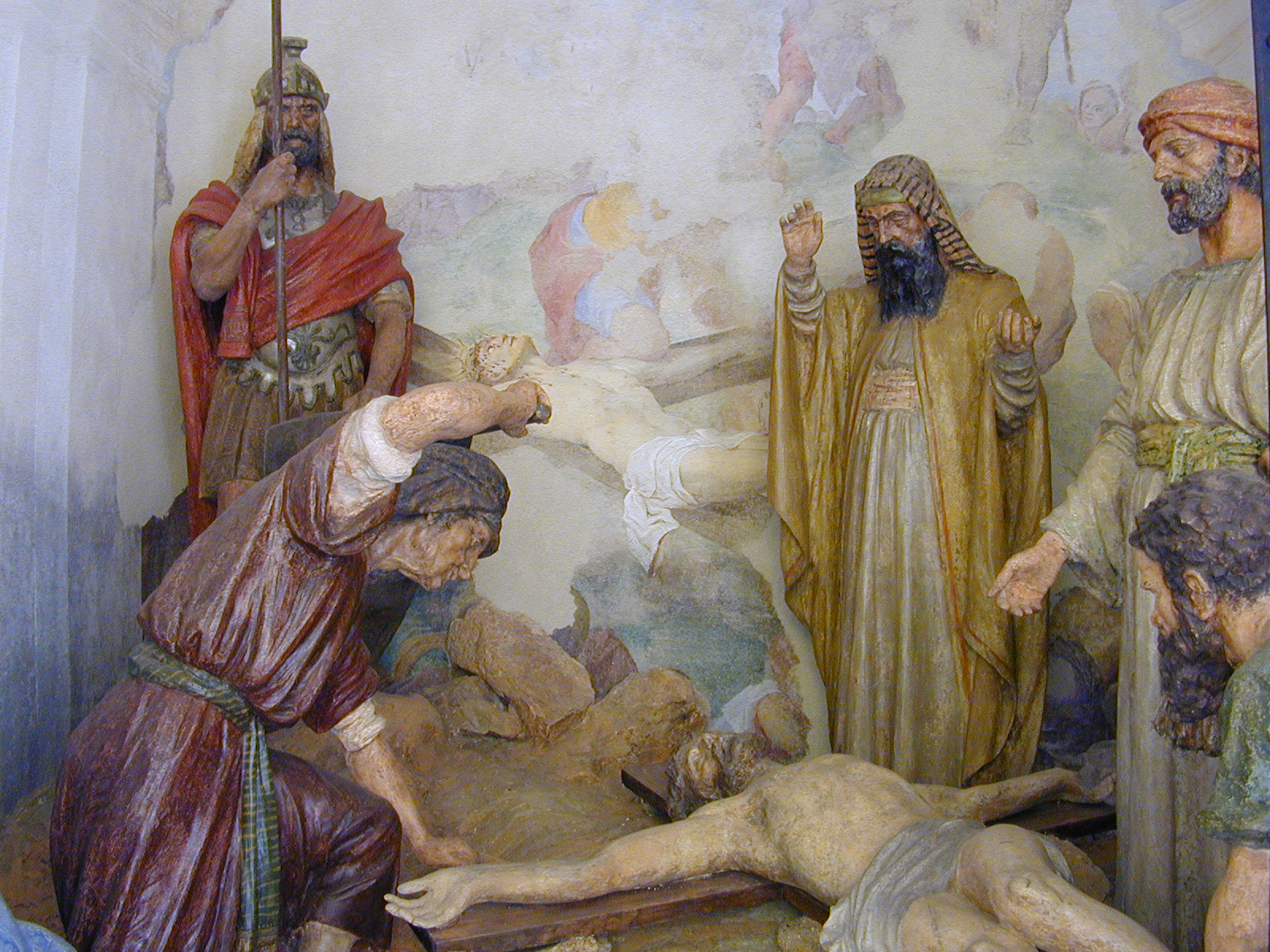
Mont Sacré de Belmonte Chapelle XI.
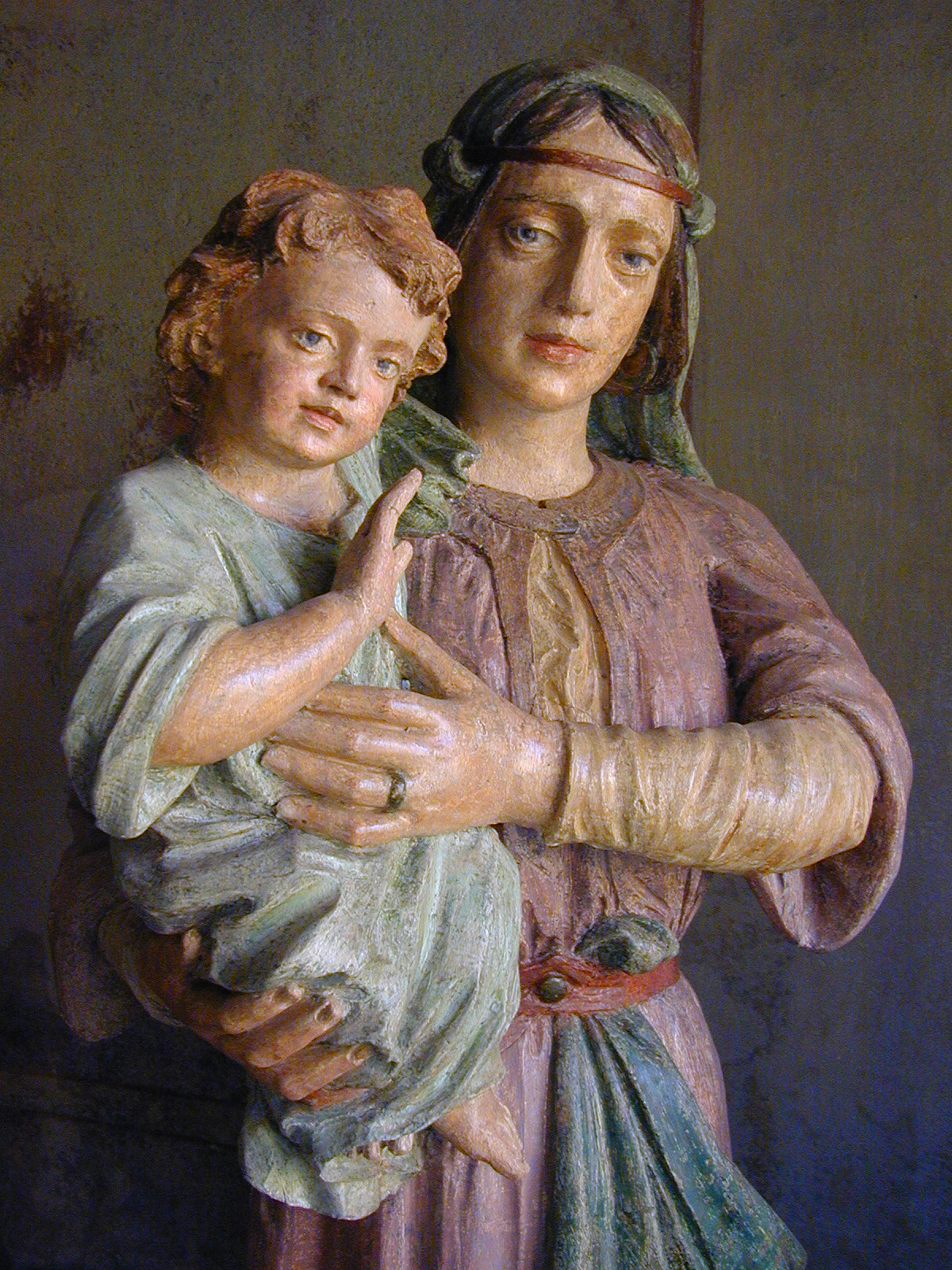
Mont Sacré de Belmonte Chapelle VIII.

## Sources
- (it) Cet article est partiellement ou en totalité issu de l’article de Wikipédia en italien intitulé « Canavese » (voir la liste des auteurs), édition du 11 avril 2009.